# Felten & Guilleaume

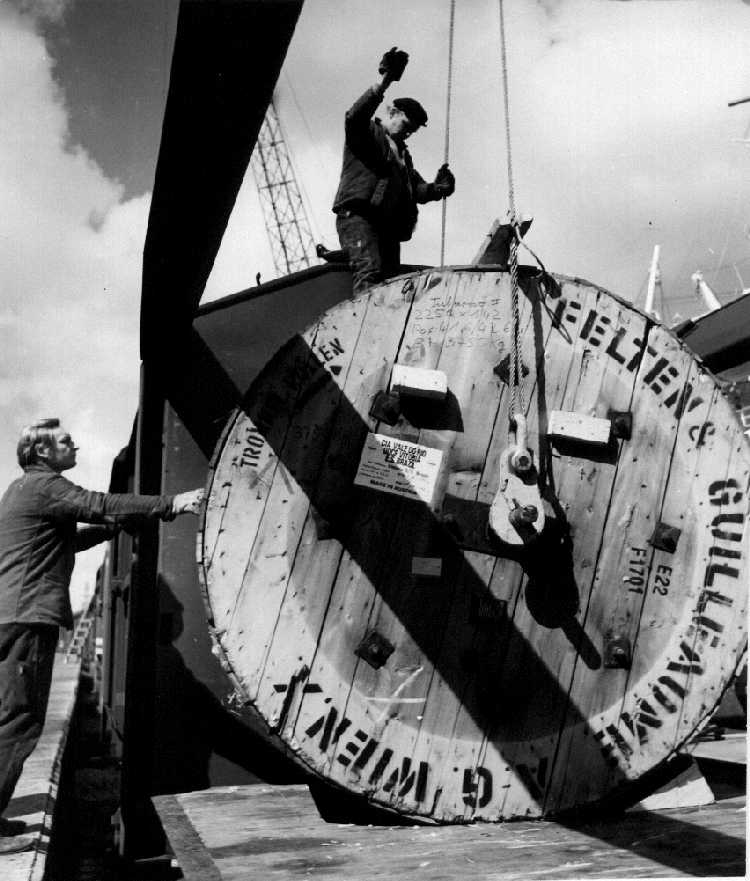
Oude Kabelhaspel

Felten & Guilleaume afgekort tot F&G is een voormalige producent van o.a. staaldraad, koperdraad, telefoondraad, telefoonkabels, coaxkabels en elektronische toestellen en is sinds 2004 een merk van in de holding Ormazabal Anlagentechnik GmbH.

## Geschiedenis

### Ontstaan[1]
Christina Felten (1788-1853) kwam uit een familie van touwenvlechters uit Keulen en trouwde met Karl Guilleaume (1789-1837). Karl was een scheikundige en kwam in de familiezaak van zijn schoonvader Theodore Felten (1747-1827). Rond 1823 verscheen ook voor het eerst de bedrijfsnaam Felten & Guilleaume. Rond 1840 produceerden zij daarnaast ook draden bestaande uit koper, brons, messing en aluminium via een spin-off firma Carlswerk. Hierdoor konden ze enkel grote projecten realiseren op de telegram en energiemarkt.
In 1899 werd de firma omgevormd tot een naamloze vennootschap met de naam Felten & Guilleaume Carlswerk AG. na een korte fusie van vijf jaar met Lahmeyerwerke AG wijzigde de naam na de scheiding in Felten & Guilleaume Carlswerk Actien Society.

### Uitbreiding[2]
Vanaf 1904 werden ook aan telegrafie en telefonie gelinkte apparaten vervaardigd. Vanaf 1921 werden ook repeaters, radio's (1934), televisies (1936), schakelapparatuur en condensatoren gemaakt.
Gedurende de Tweede Wereldoorlog werden productieonderdelen verplaatst naar minder kwetsbare plaatsen in functie van geallieerde bommenwerpers. Op 6 maart 1945 werd de productie te Keulen volledig stil gelegd als gevolg van de grote oorlogsschade.
Na de oorlog kwam de productie terug op gang nadat de afdeling te Mülheim werd herbouwd. Bedrijfsonderdelen in het buitenland en in de DDR werden in beslag genomen.

### Na WOII
Rond 1970 was F&G een van de belangrijkste telecombedrijven in Duitsland. Nadat Philips in 1979 aandelen overkocht van de groep Arbed werd de firma opgesplitst in Philips Communications Industry AG (PKI) (later Felten & Guilleaume Energietechnik AG)  en Arbed - F & G Drahtwerke Köln GmbH (later Trefil Europa en nog later Drahtwerk Köln (DWK))
Felten & Guilleaume werd uiteindelijk opgenomen in de holding Ormazabal in 2004.

## Bijzondere prestaties
- Het onderdeel "Neptun" van F&G ook actief in Norddeutsche SEEKABELWERKE (NSW) die de onderzeese kabel legde van Europa naar Amerika.
- De touwen voor de eerste kabelbaan in Zwitserland, namelijk de Wetterhorn lift. (1903)
- De kabels voor de Mülheim brug (1929), Rodenkirchen Bridge (1941).
- De TAT 2 kabel (ICECAN), die loopt van Europa over IJsland tot Canada. (1959)
- De kabels voor de Rittner kabelbaan te Bozen (stad) die met 4566 m de langste is. (1966)